# 北海道道58号倶知安ニセコ線
北海道道58号倶知安ニセコ線（ほっかいどうどう58ごう くっちゃんニセコせん）は、北海道倶知安町と蘭越町を結ぶ道道（主要地方道）である。通称エコーライン。

## 概要
倶知安町花園（ワイススキー場付近）とニセコ町ニセコ（五色温泉付近）の間は狭隘で、冬季通行止になる。

### 路線データ
- 起点：北海道虻田郡倶知安町南3条東1丁目（国道5号交点）
- 終点：北海道磯谷郡蘭越町字湯里（北海道道66号岩内洞爺線交点）
- 総延長：19.503 km[1]
- 実延長：19.478 km[1]
- 重用延長：0.025 km[1]

## 歴史
- 1960年（昭和35年）4月1日 - 314号として路線認定[2]。
- 1993年（平成5年）5月11日 - 建設省から、道道倶知安ニセコ線が倶知安ニセコ線として主要地方道に指定される[3]。
- 1994年（平成6年）10月1日 路線番号を58号に変更[4]。
- 2025年（令和7年）8月4日～ 北海道新幹線高架設置に伴い、南一線跨線橋（倶知安町）が解体・平面化工事により長期通行止め[5][6]

## 路線状況

### 主な橋梁
- 双観橋（倶登山川 = 尻別川支流）= 倶知安町南3条西4丁目 - 倶知安町字旭

## 地理

### 通過する自治体
- 後志総合振興局
  - 虻田郡倶知安町
  - 虻田郡ニセコ町
  - 磯谷郡蘭越町

### 交差する道路
倶知安町
- 国道5号 - 南3条東1丁目（起点）

蘭越町
- 北海道道66号岩内洞爺線 - 湯里（終点）

### 沿線にある施設など
- ニセコHANAZONOリゾート
- 倶知安町旭ヶ丘スキー場
- 北海道倶知安農業高等学校
- 倶知安温泉
- ニセコ東急ゴルフコース
- 花園温泉
- ニセコワイススキー場
- お花畑
- 五色温泉